# North Rauceby
North Rauceby est une paroisse civile et un village du Lincolnshire, en Angleterre.

## Géographie
Le village se trouve dans le district du North Kesteven, à 3 km à l'ouest de Sleaford, chef lieu du district. Ce district se trouve dans la région historique des Parts of Kesteven, une des trois Parts of Lincolnshire.
Le village de South Rauceby se trouve à moins d'un kilomètre au sud et dispose de sa propre paroisse civile.
Au nord du village se trouve le village de Cranwell, où se trouve une base militaire aérienne, la RAF Cranwell. Une partie de cette base aérienne se trouve sur le territoire de North Rauceby, et le Parish Council de North et South Rauceby a des liens avec cette base.

## Démographie
Au recensement de 2021, la paroisse comptait 145 habitants. La population a donc légèrement décliné depuis le recensement de 2011, où elle était de 159 habitants.

## Éducation
L'école primaire de Rauceby, qui se situe entre le territoire de North Rauceby et de South Rauceby, appartient à l'église d'Angleterre ; elle accueille des enfants d'autres villages des environs, y compris de Sleaford.

## Monuments
L'église paroissiale de Saint Pierre (en anglais : Parish Church of St Peter) se trouve dans le village ; elle est datée du XIIe siècle, de style gothique, et a été reconstruite en 1853 et est un monument classé de grade I.